# Max Bartoskiewicz
Max Bartoskiewicz (* 18. Oktober 1913 in Berlin; † 4. November 1968 ebenda) war ein deutscher Radrennfahrer, der bis 1951 Jahre aktiv war.

## Sportliche Laufbahn
Erst mit 19 Jahren begann Max Bartoskiewicz mit dem Radsport. 1933 gewann er als B-Fahrer Rund um Cottbus, 1934 den Großen Straßenpreis von Magdeburg, 1936 den Großen Straßenpreis von Hannover sowie Rund in Frankfurt/Main. 1938 gewann er Berlin–Cottbus–Berlin.
Im Zweiten Weltkrieg wurde Bartoskiewicz verletzt, wonach sein rechter Arm 15 Zentimeter kürzer war als der linke. Trotzdem fuhr er nach dem Krieg wieder Radrennen als Amateur. Er startete für den Berliner Radsportklub NRVg Luisenstadt. 1949 siegte er bei zwei größeren Radsportereignissen: Im Juli beteiligte er sich an dem traditionellen Eintages-Straßenrennen Rund um Berlin, das in den Kategorien Berufsfahrer und Amateure ausgetragen wurde. Bartoskiewicz wurde Sieger bei den Amateuren und war dabei schneller als der Sieger bei den Profis, Reinhold Steinhilb. Im September war er Mitglied der Mannschaft Berlin I, die zum Teilnehmerfeld der erstmals ausgetragenen Etappenfahrt Ostzonen-Rundfahrt gehörte. Mit drei Etappensiegen war Bartoskiewicz der herausragende Akteur der Rundfahrt, die er souverän als Einzelfahrer und mit seiner Mannschaft gewann. Im Frühjahr 1950 startete er bei Berlin–Leipzig und gewann das Rennen, bei Berlin–Angermünde–Berlin wurde er Dritter.

## Nach dem Radsport
Nach Beendigung seiner aktiven Radsport-Laufbahn 1951 Jahre war Max Bartoskiewicz als Zeitungsfahrer für den Kurier tätig. Als dieser 1966 eingestellt wurde, fand er keine neue Arbeit. Anträge auf eine Behindertenrente wegen seiner Kriegsverletzung wurden mehrfach abgelehnt. Im Oktober oder November 1968 nahm er sich in West-Berlin mit Tabletten das Leben.

## Trivia
Bei seinem Sieg in der Ostzonen-Rundfahrt fuhr Max Bartoskiewicz die meisten Prämien ein. Er gewann unter anderem einen Maßanzug, eine Kiste Sekt, eine Ledertasche, einen Fotoapparat, eine Goethe-Ausgabe in drei Bänden, ein Radio, einen Trainingsanzug, ein Paar Rennschuhe, ein Trikot und anderes mehr.